# Spatangus diomedeae
Spatangus diomedeae is een zee-egel uit de familie Spatangidae.
De wetenschappelijke naam van de soort werd in 1963 gepubliceerd door Howard Barraclough Fell.